# Жереб'ятьєво
Жереб'я́тьєво (рос. Жеребятьево) — присілок у складі Великоустюзького району Вологодської області, Росія. Входить до складу Самотовінського сільського поселення.

## Населення
Населення — 71 особа (2010; 56 у 2002).
Національний склад (станом на 2002 рік):
- росіяни — 95 %